# 양일옥
양일옥(楊一玉, 1975년 1월 1일 ~ )은 대한민국의 정치인이다. 제7·8대 광주광역시 북구의원이다.

## 학력
- 송원여자고등학교 졸업
- 조선대학교 외국어대학 일본어학과 학사 졸업
- 전남대학교 정책대학원 정책학 석사 졸업 (도시 및 지역개발정책 전공)

## 수상내역
- 2016 지방의원 매니페스토 약속대상 기초의원분야 최우수상
- 2017 광주전남 최고의정대상 미래비전부문
- 2017 제7대 광역자치단체 구의회 의정활동 최우수대상
- 2020 지방자치단체 의정활동 최우수대상
- 2021 광주광역시자치구의회의장협의회 지방의정봉사상

## 경력사항
- 전남대학교 총동창회 부회장
- 조선대학교 총동창회 부회장
- 광주광역시 자원봉사센터 빛고을 외국어봉사단
- 행정전문학사(사회복지전공) 사회복지사 자격취득
- 광주광역시 자원봉사 영예인증
- 영자신문 (주)타임즈코어 광주전남 본부장(전)
- 광주광역시 외국어 문화관광해설사(전)
- 광주광역시 소방안전본부 119신고전화 외국어 통역자원봉사자(전)
- 민주평화당 교육.문화 특별위원장(전)
- 민주평화당 광주광역시당 부대변인(전)
- 2014.7 ~ 2022.6 민주평화통일 자문회의 광주 북구협의회 자문위원
- 2014.7 ~ 2018.6 제7대 광주광역시 북구의회 의원
  - 2014.7 ~ 2018.6 제7대 광주광역시 북구의회 도시보건위원회 위원
  - 2014.7 ~ 2018.6 제7대 광주광역시 북구의회 예산결산특별위원회 위원
- 2018.7 ~ 2022.6 제8대 광주광역시 북구의회 의원
  - 2018.7 ~ 2020.6 제8대 광주광역시 북구의회 경제복지위원회 위원
  - 2018.7 ~ 2020.6 제8대 광주광역시 북구의회 윤리특별위원회 위원
  - 2020.7 ~ 2021.6 제8대 광주광역시 북구의회 예산결산특별위원회 위원
  - 2020.7 ~ 2022.6 제8대 광주광역시 북구의회 안전도시위원회 위원

## 역대 선거 결과
|  | 26.28% |

|  | 13.68% |